# لبه تیغ (فیلم ۱۹۸۴)
لبه تیغ (انگلیسی: The Razor's Edge) فیلمی است که در سال ۱۹۸۴ منتشر شد. از بازیگران آن می‌توان به بیل مری، ترزا راسل، دنهلم الیوت، کاترین هیکس و پیتر وان اشاره کرد.